# Žan Majer
Pour les articles homonymes, voir Majer.
Žan Majer est un footballeur international slovène né le 25 juillet 1992 à Maribor. Il évolue au poste de milieu de terrain au Mantoue 1911.

## Biographie

### Carrière en club
Majer démarre sa formation de footballeur à l'âge de sept ans, rejoignant le club du NK Lenart. À douze ans, il s'en va pour Jarenina avant d'intégrer deux ans après le centre de formation du NK Maribor, sa ville natale. Il n'y reste cependant qu'une année avant de revenir à Jarenina en 2007 et d'y jusqu'à ses dix-sept ans, refusant entre-temps un transfert en Allemagne au MSV Duisbourg.
Rejoignant par la suite le NK Aluminij en 2011. Il y fait ses débuts professionnels la même année en deuxième division slovène, disputant son premier match le 14 mai 2011, où il rentre à la fin de la rencontre face au ND Dravinja lors de la vingt-cinquième journée du championnat. La saison suivante, il prend part à neuf matchs tandis que son équipe remporte la deuxième division.
Majer rejoint en 2012 le NK Domžale en première division. Il s'y impose rapidement comme titulaire, disputant 130 matchs de championnat entre 2012 et 2017. Il y découvre également la coupe d'Europe en prenant part à dix matchs de Ligue Europa, pour deux buts inscrits lors de la saison 2016-2017. Il y remporte par ailleurs la Coupe de Slovénie en 2017, étant titularisé en finale tandis que son équipe l'emporte 1-0 contre l'Olimpija Ljubljana.
Il quitte la Slovénie durant l'été 2017 pour rejoindre le club russe du FK Rostov en l'échange d'un montant estimé à 250 000 euros. Après n'y avoir joué que dix-sept matchs en un an et demi, il résilie finalement son contrat avec le club le 1er février 2019 avant de rejoindre dans la foulée l'équipe italienne de l'US Lecce deux semaines plus tard.

### Carrière internationale
Majer est pour la première fois appelé au sein de la sélection slovène espoirs en 2013 par Tomaž Kavčič. Il y prend activement part aux éliminatoires de l'Euro espoirs de 2015, disputant huit matchs pour un but inscrit face à l'Andorre, tandis que la Slovénie échoue à la qualification en terminant troisième de son groupe.
Il est convoqué avec la sélection A en juin 2017 dans le cadre d'un match de qualification pour la Coupe du monde 2018 face à Malte. Il reste cependant sur le banc lors de cette rencontre. À nouveau appelé un an après, Majer connaît sa première sélection le 2 juin 2018 lors d'un match amical face au Monténégro, qui le voit remplacer Rene Krhin à l'heure de jeu tandis que son équipe l'emporte 2-0,.

## Statistiques
| Saison                | Club                  | Championnat           | Championnat | Championnat | Coupe(s) nationale(s) | Coupe(s) nationale(s) | Compétition(s) continentale(s) | Compétition(s) continentale(s) | Compétition(s) continentale(s) | Total | Total |
| Saison                | Club                  | Division              | M.          | B.          | M.                    | B.                    | Comp.                          | M.                             | B.                             | M.    | B.    |
| 2010-2011             | NK Aluminij           | D2                    | 2           | 0           | -                     | -                     | -                              | -                              | -                              | 2     | 0     |
| 2011-2012             | NK Aluminij           | D2                    | 9           | 0           | -                     | -                     | -                              | -                              | -                              | 9     | 0     |
| Sous-total            | Sous-total            | Sous-total            | 11          | 0           | 0                     | 0                     | -                              | 0                              | 0                              | 11    | 0     |
| 2012-2013             | NK Domžale            | D1                    | 21          | 1           | -                     | -                     | -                              | -                              | -                              | 21    | 1     |
| 2013-2014             | NK Domžale            | D1                    | 24          | 2           | 3                     | 0                     | C3                             | 2                              | 0                              | 29    | 2     |
| 2014-2015             | NK Domžale            | D1                    | 32          | 0           | 4                     | 0                     | -                              | -                              | -                              | 36    | 0     |
| 2015-2016             | NK Domžale            | D1                    | 29          | 1           | 4                     | 0                     | C3                             | 2                              | 0                              | 35    | 1     |
| 2016-2017             | NK Domžale            | D1                    | 24          | 3           | 4                     | 2                     | C3                             | 6                              | 0                              | 34    | 5     |
| Sous-total            | Sous-total            | Sous-total            | 130         | 7           | 15                    | 2                     | -                              | 10                             | 2                              | 155   | 11    |
| 2017-2018             | FK Rostov             | D1                    | 13          | 0           | 2                     | 0                     | -                              | -                              | -                              | 15    | 0     |
| 2018-2019             | FK Rostov             | D1                    | -           | -           | 2                     | 0                     | -                              | -                              | -                              | 2     | 0     |
| Sous-total            | Sous-total            | Sous-total            | 13          | 0           | 4                     | 0                     | -                              | 0                              | 0                              | 17    | 0     |
| 2018-2019             | US Lecce              | D2                    | 11          | 0           | -                     | -                     | -                              | -                              | -                              | 11    | 0     |
| 2019-2020             | US Lecce              | D1                    | 27          | 1           | 2                     | 1                     | -                              | -                              | -                              | 29    | 2     |
| 2020-2021             | US Lecce              | D2                    | 37          | 3           | 1                     | 0                     | -                              | -                              | -                              | 38    | 3     |
| 2021-2022             | US Lecce              | D2                    | 24          | 3           | 1                     | 0                     | -                              | -                              | -                              | 25    | 3     |
| Sous-total            | Sous-total            | Sous-total            | 99          | 7           | 4                     | 1                     | -                              | 0                              | 0                              | 103   | 8     |
| 2022-2023             | Reggina 1914          | D2                    | -           | -           | -                     | -                     | -                              | -                              | -                              | 0     | 0     |
| Sous-total            | Sous-total            | Sous-total            | 0           | 0           | 0                     | 0                     | -                              | 0                              | 0                              | 0     | 0     |
| Total sur la carrière | Total sur la carrière | Total sur la carrière | 253         | 14          | 23                    | 3                     | -                              | 10                             | 2                              | 286   | 19    |

## Palmarès
Sous les couleurs du NK Aluminij, Majer remporte la deuxième division slovène à deux reprises en 2011 et 2012. Par la suite, il remporte la Coupe de Slovénie avec le NK Domžale en 2017.